# 森正樹
森 正樹（もり まさき、1986年12月15日 - ）は、日本のソングライター、編曲家、ドラマー、サウンドデザイナー。タイトーサウンドチーム「ZUNTATA」加入後（後述）は「MASAKI」名義を使う。
福島県いわき市出身。横須賀市立横須賀総合高等学校、東京電機大学卒業。

## 略歴
高校生の頃にピアノとドラム（ダブル・ベース・ドラム）を始め、バンド活動を行う。2010年に大学卒業後、音楽家としての活動を開始し、作詞・作曲・編曲を手がける。
2014年、ZUNTATA前リーダー内田哉の紹介でタイトーに入社。ゲームのサウンド関係を手がけ、アーケード版『グルーヴコースター』では本名名義で、「ステージサウンドデザイナー」としてCOSIO、石川勝久とともに名を連ねる。2015年11月、タイトー退社にともないZUNTATAを脱退するCOSIOと入れ替わりに、ZUNTATAに正式加入。名義を「MASAKI」とする。
加入後は作曲のほか、ライブでドラマーとしても活動している。

## 人物
- 愛煙家。
- グルーヴコースターシリーズでは、他アーティストとのコラボレーションを最も多く手がけている（下記11組・2025年現在）。
  - Cranky VS MASAKI「ouroboros -twin stroke of the end-」
  - xi vs MASAKI「Crimson Phoenix」
  - REDALiCE vs MASAKI「BUCHiGiRE Berserker」
  - Team Grimoire vs MASAKI「Lemegeton -little key of solomon-」
  - DJ Noriken vs MASAKI「QiXiN MAdN3ss 2153」
  - モリモリあつし vs MASAKI「セイレーンの邀撃」
  - DJ Myosuke vs MASAKI「神」
  - E.G.G. vs MASAKI「Got a over score?」
  - void(Mournfinale) vs MASAKI「Athena」
  - 黒魔 vs MASAKI「Cait Sith Carnival」
  - t+pazolite vs MASAKI「AMA」

## 作品

### フリーランス
池田彩
- アルバム『episode 1』
  - 「伝心」作曲、編曲
- アルバム『episode 2』
  - 「With you」作曲、編曲

C-ZONE7
- シングル『まりんぱわー』
  - 「まりんぱわー」作曲

フリーミュージッククラスタ
- CD『フリーミュージッククラスタ Vol.2』
  - 「訪れる物語を」作曲、編曲
- CD『フリーミュージッククラスタ Vol.3』
  - 「Cross to light 〜創造への最終章〜」作曲、編曲

その他
- テレビアニメ『Hi☆sCoool! セハガール』
  - 挿入歌「きっと、大丈夫です!」編曲
- スタジオディーン40周年記念CD『earnest.zero』
  - 「衝動」「舞風」編曲
- 短編映画『台所の神様』
  - 劇伴作曲、編曲
- 大和ヒロシ（プロレスラー）
  - 入場曲「進み続ける限り」作詞、作曲、編曲

### タイトー

#### ゲーム
- グルーヴコースターシリーズ（アーケード版）
  - グルーヴコースター2 HEAVENLY FESTIVALまで
    - ステージサウンドデザイナー

  - グルーヴコースター3 LINK FEVER以降
    - サウンドディレクター、コンポーザー（以下メインテーマのみ抜粋）
      - リンカ（CV：豊田萌絵）「LINK LINK FEVER!!!」作曲、編曲
      - ユメ（CV：高橋菜々美）「飛び立て!ドリームパーティー」作曲、編曲
      - セイネ（CV：河上英里子）「君のStarlight Road」作曲、編曲
- レイストーム（iOS/Android版、「GEOMETRIC CITY 〜electric shock ver.〜」）
- BAHAMUT DISCO feat. SPACE INVADERS
- ARKINVADERS
- D4DJ Groovy Mix（ブシロード）
  - 「DADDY MULK」（出典：ニンジャウォーリアーズ）」編曲
  - 「CAPTAIN NEO〜BOSS SCENE1」（出典：ダライアス）」編曲
  - 「CHAOS〜BOSS SCENE7」（出典：ダライアス）」編曲
- アリス・ギア・アイギス（コロプラ）
  - バーベナ【一条綾香（CV：小澤亜李）、相河愛花（CV：大空直美）、小芦睦海（CV：高野麻里佳）】「バーベナを抱きしめて」作詞、作曲、編曲
  - バーベナ「星空のレゾリューション」作詞、作曲、編曲
- テトテ×コネクト
  - サウンドディレクター、作曲家
  - ドロシィ（CV:水瀬いのり）「キミとのテトテコネクト」作詞、作曲、編曲
  - システムBGM、効果音
- MUSIC DIVER
  - サウンドディレクター、作曲家
- 大乱闘スマッシュブラザーズ SPECIAL（任天堂）
  - 「星のカービィ:STAFF ROLL（出典：星のカービィ / 星のカービィ スーパーデラックス）」アレンジ提供
- 東方スペルバブル
  - サウンドディレクター、作曲家
  - 八雲紫（CV:伊藤静）「境界の宴」作詞、作曲、編曲（東方楽曲「ネクロファンタジア」アレンジ）
  - シナリオ、システムBGM
- ダライアス コズミックリベレーション
  - 「primary Gravitation」（『Gダライアス』タイトルバックBGM・新曲）提供
  - 「unknown exit」（『Gダライアス』メニューBGM・新曲）提供

#### その他
- CD『TAITO GAME MUSIC REMIXS』
  - 「The Urban Trailer」提供（『ナイトストライカー』楽曲「Urban Trail」リミックス）
- CD-BOX『ダライアス30thアニバーサリーエディション』
  - 「To Nari -Speed Metal ver.-」提供（『ダライアスII』楽曲編曲、ドラム演奏）
- CD-BOX『Ray'z Music Chronology』
  - 「GEOMETRIC CITY 〜electric shock ver.〜」提供（『レイストーム』楽曲アレンジ、ドラム演奏）
- CD『DARIUS THE OMNIBUS II －群像－』
  - Nintendo Switch用ソフト『ダライアス コズミックコレクション』特装版同梱特典CD
  - 「ライトニング・デュアルホープ」提供（『ダライアスツイン』楽曲「A Flashing Dual Hawk」編曲）
- CD『DARIUS THE OMNIBUS III -邂逅-』
  - Nintendo Switch・PlayStation 4用ソフト『ダライアス コズミックリベレーション』特装版特典CD
  - 「Hello 31337-Ideadust-」提供（『ダライアスバースト』楽曲「Hello 31337」編曲）
- CD『70/35 -TAITO 70th / ZUNTATA 35th Anniversary-』
  - イーグレットツー ミニ特典CD[4]
  - 「RAIMAIS Medley "Theme1 & Ending"」（『レイメイズ』アレンジ）、「EGRETⅡ mini SHUT DOWN SOUND」提供
- Audiostock
  - 「蝉時雨の恋歌」提供